# Sidgunda
Sidgunda är en ort i Livland, Lettland. 2008 hade orten 466 invånare, 2015 hade orten 405 invånare.